# Caveant consules
Càveant cònsules è una locuzione latina che, tradotta letteralmente, significa i consoli stiano attenti.
È l'inizio d'una raccomandazione che il Senato romano faceva ai consoli quando lo Stato era in pericolo, e continuava: ne quid res publica detrimenti capiat (affinché la repubblica non riceva danno). Il provvedimento era preso dal Senato, veniva chiamato Senatus consultum ultimum de re publica defendenda ed era stato pensato in sostituzione della dittatura, malvista dai romani perché magistratura non collegiale, come erano invece tutte le altre.
Il pieno affidamento ai consoli di tutti i poteri veniva percepito come qualche cosa di straordinario. Il consultum fu attuato nella prima metà del II secolo a.C. per regolamentare i misteri bacchici a Roma, durante la scalata al potere del più giovane dei Gracchi, Caio, nel 121 a.C., quindi in occasione della marcia su Roma di Lepido nel 77 a.C., della congiura di Catilina nel 63, e infine quando Cesare attraversò il Rubicone nel 49 a.C. Con l'avvento del principato, il senato non ebbe più motivo né facoltà per attuare ulteriormente questo decreto.
Sul valore dello stesso affidamento dei pieni poteri ai consoli ci furono visioni diverse. Quando durante la congiura di Catilina i pieni poteri furono assegnati a Cicerone, fu Cesare a sostenere che essi andassero esercitati nell'ambito delle leggi esistenti. Invece Cicerone ne dette una interpretazione più ampia e, in base a questa, condannò a morte alcuni catilinari senza rispettare il diritto alla provocatio ad populum; questa decisione, anni più tardi, provocherà l'esilio del grande oratore su proposta del tribuno Clodio.

## Valore traslato
Generalmente, in una accezione proverbiale, si citano solo le due prime parole, per dire: "Provveda chi è alla testa; se la sbrighi chi comanda!; a chi ha gli onori, toccano anche gli òneri"